# Sooke Potholes Park
Sooke Potholes Park är en park i Kanada.   Den ligger i provinsen British Columbia, i den sydvästra delen av landet, 3 600 km väster om huvudstaden Ottawa. Sooke Potholes Park ligger 98 meter över havet.
Terrängen runt Sooke Potholes Park är huvudsakligen kuperad. Sooke Potholes Park ligger nere i en dal. Närmaste större samhälle är Langford, 16,1 km öster om Sooke Potholes Park. 
I omgivningarna runt Sooke Potholes Park växer i huvudsak barrskog. Runt Sooke Potholes Park är det ganska tätbefolkat, med 60 invånare per kvadratkilometer.